# Gaspar González de Candamo
Gaspar González de Candamo (Santiago de Pruvia, concejo de Llanera, diciembre de 1753 - ciudad de México, 16 de mayo de 1804) fue un hebraísta y canónigo regular de San Agustín español.

## Biografía
Era hijo legítimo de don Gaspar González de Candamo y de doña Eulalia Prieto, naturales y vecinos, el primero, del lugar de Prubia de Arriba, y la madre de la villa de Gijón, de donde eran tres de sus cuatro abuelos. Era familia de estado noble, con casa solariega y e una capilla privada en la
iglesia parroquial del lugar; su pariente, Manuel González de Candamo, era regidor perpetuo de la ciudad de Oviedo. Gaspar estudió en la Universidad de Oviedo (1765-1773), obteniendo los grados de Bachiller en artes el 23 de mayo de 1769 y en teología el 4 de mayo de 1773. Hizo oposiciones a cátedras de Teología y fue canónigo magistral de la Colegiata de San Isidoro de León (1773-1787) y catedrático de hebreo de la Universidad de Salamanca, a la que estuvo ligado desde 1775 hasta 1786, primero como alumno estudiante de Teología (había pedido el traslado en 1775, consiguiendo una beca en el Colegio Mayor de Nuestra Señora de la Vega y obteniendo el grado de licenciado el 29 de agosto de 1776, y al mes siguiente, 3 de octubre de 1776, el de doctor), y, tras participar en diversas oposiciones, consigue la cátedra de hebreo en 1778. El 7 de diciembre de 1782 consigue licencia inquisitorial ordinaria para leer libros prohibidos y en octubre de 1783 hace oposición a la canonjía magistral de la Santa Iglesia de Oviedo en octubre, que pierde. Una comisión ordenada por la Colegiata en Madrid en 1785 le permitió conocer a Pedro Rodríguez Campomanes y a Melchor Gaspar de Jovellanos. Después, en 1787, fue señalado canónigo por designación real de Guadalajara (México) (1787-1799) y más tarde gobernador eclesiástico de la diócesis del Nuevo Reino de León (Monterrey, 1790-1792), así como canónigo magistral de la Catedral Metropolitana de México (la obtuvo en 1797, al tercer intento, pero solo tomó posesíón en 1799, y la desempeñó hasta su muerte en 1804). El arzobispo Alonso Núñez de Haro (1729-1800), quien era hebraísta como él, le confió la dirección espiritual del convento que las monjas capuchinas tenían en la Villa de Guadalupe, que apreciaba especialmente y donde fue enterrado su corazón.
Fue un ilustrado partidario del reformismo impulsado por Carlos III y amigo de Jovellanos, Campomanes y el poeta Juan Meléndez Valdés, quien dirigió a su "tierno amigo" la desgarrada Epístola V. Al Doctor Don Gaspar González de Candamo, Catedrático de Lengua Hebrea de la Universidad de Salamanca, en su partida a América de canónigo de Guadalajara de México, escrita entre noviembre de 1786 y junio de 1787. Pero tenía algunos enemigos en Salamanca, como el obispo Felipe Bertrán, quien dio a Floridablanca una informe sobre el catedrático Gaspar González de Candamo fechado el 20 de agosto de 1783 donde lo consideraba mal hebraísta y peor escriturista. A su muerte el catedrático de Filosofía Moral de la universidad de Salamanca, Miguel Martel pronunció una destacada Oración fúnebre (1805).

## Obras
- (1789), Sermón de honras del Rey nuestro Señor D. Carlos tercero, que de Dios goze, predicado en la santa iglesia catedral de la ciudad de Guadalaxara en la Nueva Galicia, el 28 de julio de 1789....
- (1797), Relación de impresa de méritos y ejercicios literarios del Dr. D. Gaspar González de Candamo, fechada en México el 2 de agosto de 1797.
- (1797), Sermón predicado el 15 de enero de 1797, en la solemne profesión de religiosa de coro que con el nombre de sor Juana María de Guadalupe hizo doña Juana María Josefa Sánchez Leñero, en el monasterio de religiosas dominicas de Santa María de Gracia de la ciudad de Guadalaxara..., Guadalaxara, Oficina de D. Mariano Valdés Téllez Girón, 1797.
- (1801), Sermón de las honras, predicado en las solemnes que celebró la Santa Iglesia Metropolitana de México el 24 de noviembre de 1800, a la buena memoria de su difunto arzobispo el Excelentísimo Señor Don Alonso Núñez de Haro y Peralta, virrey, gobernador y capitán general que fue de esta Nueva España, (sin lugar ni fecha, pero México, 1801).